# Básil Ghattás
Básil Ghattás (hebrejsky באסל גטאס‎, arabsky باسل غطاس‎; * 23. března 1956 Rama) je izraelský politik arabské národnosti a poslanec Knesetu za stranu Balad.

## Biografie
Žije ve městě Rama. Je ženatý, má jednu dceru. Patří do komunity izraelských Arabů, je křesťanského vyznání. Už za středoškolských studií spolu s pozdějším významným arabskoizraelským politikem Azmí Bišárou založil spolek arabských středoškolských studentů v Izraeli. Bakalářský, magisterský i doktorský titul inženýra získal na Technionu v Haifě. Zároveň absolvoval studium MBA na společné škole Telavivské univerzity a Northwestern University z USA. Na přelomu 70. a 80. let 20. století byl zvolen do samosprávy rodného města Rama a stal se zde i zástupcem starosty za Izraelskou komunistickou stranu. Během 80. let se ale od komunistické strany distancoval, protože nesouhlasil s jejími extrémně prosovětskými stanovisky. V roce 1990 byl ze strany vyloučen. Považoval se ale nadále za socialistu a dočasně se angažoval v radikálně levicovém hnutí Brit ha-šivjon (ברית השוויון) – Hnutí za rovnost. To se ale roku 1995 rozpadlo a následně Ghattás patřil mezi zakladatele strany Balad. I když se znal s Azmí Bišárou, předákem Baladu odmítl tehdy v 2. polovině 90. let kandidovat do Knesetu. Ještě v rozhovoru z roku 2011 zdůvodňoval svůj distanc od parlamentní politiky tím, že Arabové v Knesetu budou vždy menšinou a jejich politická aktivita zde nemůže být efektivní..
Spoluzakládal arabskou menšinovou organizace Adalah. Koncem roku 2007 založil arabský ekonomický měsíčník Malakam (Vaše peníze), jehož vydavatelem nadále je. Šlo o první takto ekonomicky orientovaný list v arabské komunitě. Zpočátku měl problémy najít i kvalitní arabské novináře. Časopis si ale postupně získal svou pozici na trhu, nabízí profilové rozhovory s úspěšnými arabskými podnikateli a interview mu poskytl i bývalý guvernér izraelské centrální banky Stanley Fischer. List měl podle údajů z roku 2011 cca 3000 předplatitelů a významnou část příjmů získával z tištěné reklamy. Básil Ghattás kromě toho spoluvlastní poradenskou firmu. V letech 1995–2007 byl generálním ředitelem neziskové organizace Agudat ha-Galil (Galilejská společnost), která se zaměřuje na zdravotní a ekologickou agendu.
Ve volbách v roce 2013 byl zvolen do Knesetu za stranu Balad. V rozhovoru po svém zvolení do Knesetu ohlásil, že se hodlá zaměřovat na sociální a ekologická témata. Chtěl by zreformovat systém sociálního zabezpečení tak, aby Arabové v Izraeli nebyli vystaveni riziku chudoby. Podporuje řešení izraelsko-palestinského konfliktu na základě vzniku dvou států, ale domnívá se, že izraelské osady tuto možnost vylučují a že vývoj jde směrem k jednomu dvounárodnímu státu.
Mandát obhájil rovněž ve volbách v roce 2015, nyní za alianci arabských menšinových stran Sjednocená kandidátka.